# 巨型水母 (传说生物)
巨型水母，是对于在不同时间和地点目击到的某种水母状的大型神秘生物的统称。目前已知的体长最大水母是于1870年沖上马萨诸塞湾的一只狮鬃水母，其直径约7英尺6英寸（2.29），触角长达120英尺（37）。

## 目击
有一个较为知名但未经证实的目击事件。1973年，“库兰达”（Kuranda）号船在斐济和澳大利亚间的海域上被一个60米长的巨型水母攻击，不得不向第二艘船“赫拉克勒斯”（Hercules）号求援。